# PGC 4343137
LEDA/PGC 4343137 ist eine Galaxie mit aktivem Galaxienkern im Sternbild Jagdhunde am Nordsternhimmel. Sie ist schätzungsweise 543 Millionen Lichtjahre von der Milchstraße entfernt und hat einen Durchmesser von etwa 65.000 Lichtjahren.
Im selben Himmelsareal befinden sich unter anderem die Galaxien IC 3816, PGC 2094818, PGC 2096168, PGC 2096831. 